# Virginia Company
Virginia Company er betegnelsen på to engelske kompagnier, som fik privilegium af Jakob 1 i 1606 til at etablere bebyggelser på kysten af Nordamerika.. De to kompagnier, som blev kaldt "Virginia Company of London" og "Virginia Company of Plymouth" fungerede med enslydende eneret, men inden for forskellige områder. Der var et overlappende område, og her måtte de to kompagnier ikke oprette kolonier mindre end 160 km fra hinanden. Plymouth kompagniet opfyldte aldrig sit charter, og dets område, som senere blev til New England, blev også krævet af Frankrig.
Privilegiet for hvert kompagni krævede, at der skulle være et lokalråd, men kongen beholdt den endelige autoritet gennem Council of Virginia i England.

## Plymouth Kompagniet
Plymouth kompagniet fik tilladelse til at etablere bebyggelser mellem den 38. og 45. breddegrad – omtrent mellem det øverste af Chesapeake Bay og grænsen mellem De Forenede Stater og Canada.
Den 13. august 1607 etablerede Plymouth-kompagniet kolonien Popham langs Kennebec River i vore dages Maine. Den blev imidlertid opgivet et års tid efter, og Plymouth-kompagniet indstillede sine aktiviteter.
I 1620 opstod i stedet en permanent koloni med de kristne pilgrimme, som kom på Mayflower til Plymouth i det som i dag er New England.

## London Kompagniet
Ifølge betingelserne i eneretten måtte London-kompagniet etablere en koloni på 160 km i kvadrat mellem den 34. og den 41. breddegrad, dvs. nogenlunde mellem Cape Fear og Long Island Sound. Det ejede også en stor del af det indre af Canada og atlanterhavskysten.
Den 14. maj etablerede Londonkompagniet Jamestown kolonien ca. 65 km oppe ad James River, en af de store floder, som har udløb i Chesapeake Bay i Virginia. Koloniens fremtid så dyster ud i de første fem år. Præsidenten for den tredje rådsforsamling, John Smith, var både en stærk leder og en god diplomat, som var i stand til at skabe gode relationer med indianerne.
I 1609 blev der givet et nyt privilegium til London-kompagniet, som nu også fik Plymouth kompaniets territorium. I 1609 blev der også gennemført meget større forsyninger. Det skulle gå stærkt, så det nye skib Sea Venture blev sendt af sted i spidsen for en flåde på ni skibe og med de fleste af lederne, fødevarerne og forsyningerne om bord. Blandt notabiliteterne kan nævnes admiral George Somers, viceadmiral Christopher Newport, den nye guvernør for Virginia kolonien, sir Thomas Gates, den senere forfatter William Strachey og forretningsmanden John Rolfe med sin gravide kone.
Forsyningsflåden løb ind i en orkan, der varede i tre dage og spredte skibene. Sea Venture tog vand ind gennem den nye kalfatring og admiral George Somers lod den gå på grund for at undgå at den sank, og reddede på den måde 150 mennesker foruden adskillige hunde. Men skibet gik tabt.
Det ubeboede øhav blev officielt navngivet "The Somers Isles" efter admiral Somers, selv om det var kendt som Bermuda. Af bjergede dele af Sea Venture byggede de overlevende to mindre skibe, Deliverance og Patience. Ti måneder senere fortsatte de til Jamestown uden de mænd, der skulle tage øerne i besiddelse. De ankom til Jamestown den 23. maj 1610 og så, at over 80% af kolonisterne var døde af sult. De overlevende fra Bermuda havde regnet med at komme til en blomstrende koloni og havde ikke medbragt store mængder fødevarer og forsyninger. Kolonisterne i Jamestown blev kun reddet af, at der kom nye forsyninger mindre end tre uger senere med skibe under ledelse af Thomas West, 3rd Baron De La Warr, som er bedre kendt som "Lord Delaware".
I 1612 blev Londonkompagniets eneret officielt udvidet til også at omfatte Sommers Isles som en del af Virginia. I 1615 blev øerne overført til et selvstændigt kompagni, Somers Isles Company, som var stiftet af de samme aktionærer som Londonkompagniet.
Til investorernes store skuffelse fandt Virginia Kompagniet hverken guld eller sølv i Virginia. Kompagniet fik etableret handel. Det største handelsgennembrud kom da kolonisten John Rolfe introducerede adskillige sødere sorter tobak. from the Caribbean (frem for de forholdsvis harsk smagende typer som hørte hjemme i Virginia). Rolfes nye tobakstyper førte til en eksportartikel, som London Kompagniet og andre tidlige engelske kolonier kunne sælge i Europa og hjælpe på handelsbalancen over for Spanien.
Jamestown massakren som ødelagde kolonien i 1622 gav uønsket opmærksomhed, især fra kong Jakob 1, som oprindelig havde fremmet kompagniet. Der var i England mellem dem, som ville opretholde – og dem, som ville nedlægge kompagniet. I 1624 opløste kongen kompagniet og gjorde Virginia til en kronkoloni..

## Eksterne links
- Second Charter of Virginia Arkiveret 22. september 2008 hos  Wayback Machine